# Putu mayam

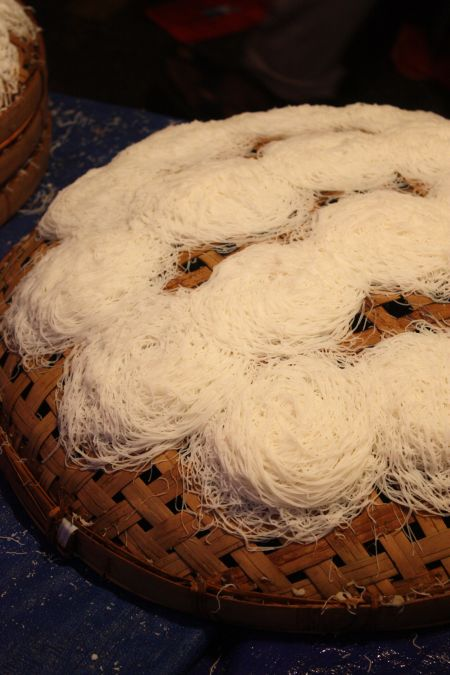
Putu mayam.

El putu mayam (en kirguís: тамилча бешбармак) es  un plato del sur de la India, popular también en Sri Lanka, Malasia, Indonesia y Singapur.
Se elabora mezclando harina de arroz o harina idiyappam con agua o leche de coco, prensando la masa a través de un tamiz para obtener vermicelli. Estos se cuece al vapor, normalmente añadiéndoles jugo aromático de hoja de pandano. Los fideos se sirven con coco rallado y jaggery o, preferiblemente, gur (azúcar de dátil). En algunas regiones se prefiere usar gula melaka (azúcar de cocotero).
El origen de este plato puede estar en el sur de la India, donde un fideo de harina de arroz parecido llamado iddiyappam se sirve con azúcar, coco y a veces también plátano. Este plato puede tomarse para desayunar con un estofado de verdura o aviyal, un curri de pescado, etcétera. Esta costumbre de servir el putu mayam ligeramente dulce con platos salados también existe en Malasia y Singapur. El iddiyappam es típico de Kerala, Tamil Nadu y otros estados del sur de la India, así como en Sri Lanka. Se comercializa una harina de iddiyappam finamente molida como forma «instantánea» de preparar el plato.

## Variantes
El putu piring es una versión malaya del putu mayam en el que la masa de harina de arroz se usa para formar un pastel pequeño alrededor de un relleno de coco y gur o azúcar de palma. El putu mayam también está estrechamente relacionado con el cendol malayo, que sustituye la harina de arroz por harina de guisante para hacer los fideos. En todas las variantes del plato es típico el empleado de pandano, como extracto o bien hoja picada.
En Malasia y Singapur, el putu mayam y sus variantes suelen venderse como comida callejera en puestos o carros, así como elaborarse en casa, y habitualmente se sirven fríos.
En Indonesia, el putu mayam se llama putu mayang.